# Marapanim
Marapanim é um município litorâneo brasileiro do estado do Pará. Localiza-se a uma latitude 00º43'03" sul e a uma longitude 47º41'59" oeste, estando a uma altitude de 40 metros. Sua população estimada em 2016 era de 27.471 habitantes. Possui uma área de 791,959 km².

## Etimologia
Marapanim é um topônimo indígena, oriundo da língua nheengatu, derivada do tupi, que significa "borboletinha do mar" ou "borboletinha d'água"; nome dado pelos índios Pacajás ao rio da região, em cujas margens podia-se ver um grande número de borboletas pequenas.

## História
Os fundamentos históricos do município remontam ao início da segunda metade do século XVII, quando os religiosos da Companhia de Jesus chegaram ao Rio Marapanim para catequizarem os indígenas Pacajás, que habitavam uma aldeia onde hoje se localiza o povoado de Arapijó, o mais antigo do município. Já em meados do século XVIII, diversos colonos se instalaram às margens do Rio Marapanim, através da concessão de terras de sesmarias.
Já durante a primeira metade do século XIX, alguns moradores das vilas de Cintra e Curuçá, iniciaram o povoamento das terras de um pequeno engenho de propriedade participar, denominado "Bom Intento", situado à margem esquerda do Rio Marapanim, que se constituiu, posteriormente, como um povoado de mesmo nome.
Em 1861, Padre José Maria do Vale, então vigário de Curuçá, após vários fatores determinantes, adquiriu as terras do antigo engenho Bom Intento, mandando erigir uma capela, dedicada à Nossa Senhora da Vitória, que benzeu em 12 de outubro de 1862, data reconhecida como a fundação do município.
Em 21 de outubro de 1869, pela Lei provincial nº 610, é elevado a categoria de freguesia, com a denominação de Nossa Senhora da Vitória do Rio Marapanim, continuando porém a pertencer a Cintra e a Curuçá. A autonomia municipal veio em 04 de março de 1874, com a Lei Provincial n° 802, porém sua instalação só ocorreu quatro anos mais tarde, em 15 de janeiro de 1878, com a eleição dos vereadores e juízes de paz.
Alcançou o título de cidade em 06 de julho de 1895, pela Lei Estadual nº 324. Em dezembro de 1930, com a Revolução Varguista, o município foi extinto, através de um decreto, e entregue a Curuçá. Entretanto, menos de um mês depois, o decreto nº 111, de 21 de janeiro de 1931, tornou sem efeito a extinção.

## Organização Político-Administrativa
O Município de Marapanim possui uma estrutura político-administrativa composta pelo Poder Executivo, chefiado por um Prefeito eleito por sufrágio universal, o qual é auxiliado diretamente por secretários municipais nomeados por ele, e pelo Poder Legislativo, institucionalizado pela Câmara Municipal de Marapanim, órgão colegiado de representação dos munícipes que é composto por vereadores também eleitos por sufrágio universal.

### Atuais autoridades municipais de Marapanim
- Prefeito: Cleiton Anderson Ferreira Dias - MDB (2021/-)[7]
- Vice-prefeito: José Felipe de Moraes - MDB (2021/-)[7]
- Presidente da câmara: Sávio Romulo do Lago Vieira - MDB (2023/-)[8]

## Cultura e Turimo
O município de Marapanim é culturalmente expressiva, possuindo diversos eventos religiosos, musicais e folclóricos.[carece de fontes?]
Os eventos de maior destaque são o Círio, Festival do Carimbó e o Baile do Sol.[carece de fontes?]

### Culinária
A culinária marapaniense é uma das melhores do Estado do Pará. Peixes, camarões, mexilhões, frutas típicas, tudo isso e muito mais é condensado em uma mistura de inúmeros sabores. Os destaques são a caranguejada, fritada e assado de peixe (pescadinha gó, tainha, bodó, gurijuba, dourada entre outros), além do exótico turu, espécie de molusco retirado do troco de árvores apodrecidas do mangue.[carece de fontes?]
As principais frutas encontradas na região são bacurí, cupuaçu, açaí, pupunha, ajirú, araçá, muruci, tucumã, taperebá e manga.[carece de fontes?]

### Turismo
O município é rico em belezas naturais, sendo famoso por suas praias paradisíacas de água salgada, igarapés e ilhas.[carece de fontes?]
É no município, especificamente no distrito de Marudá, onde se encontram as praias mais famosas da região, como a praia de Marudá, praia do Crispim e praia do Bora.[carece de fontes?]
Além do ecoturismo, a cidade se destaca pelo turismo cultural nas manifestações do festival do Carimbó e o Círio.[carece de fontes?]